# Unterseeboot type XIV
Le Unterseeboot type XIV, ou U-Boot type XIV est un type spécial de sous-marin allemand de la Seconde Guerre mondiale, dédié au ravitaillement en mer.

## Historique
Ces navires proviennent du développement de l'U-Boot de type IXD, avec une longueur réduite à celle du type VIIC. La taille de ces navires et leur utilisation leur confèrent le surnom de Milchkuh (« vache laitière »).
Ils sont construits pour servir de ravitailleur de sous-marins de combat dans l'Atlantique et ne possèdent aucune capacité offensive : pas de tube lance-torpille, seulement des armes de défense anti-aérienne. 
En raison de sa grande taille, le type XIV pouvait ravitailler d'autres sous-marins avec 432 tonnes de carburant, quatorze torpilles stockées dans des récipients extérieurs et de la nourriture fraîche, conservée dans des réfrigérateurs. En outre, ces sous-marins étaient équipés de boulangeries, afin d'offrir du pain frais aux équipages se ravitaillant.
En 1942, les « vaches laitières » ont permis aux petits sous-marins de type VIIC d'effectuer des raids sur la côte américaine au cours de l'Opération Paukenschlag. Les « vaches laitières » étaient des cibles prioritaires pour les forces alliées. 
Les Alliés éliminent la plupart d'entre eux à l'été 1943, lors d'une intense campagne anti-U-Boote dans le Golfe de Gascogne, en partie « aidés » par un ordre peu judicieux de l'amiral Dönitz de rester en surface et de se battre s'ils sont attaqués par des avions. 
À la fin de la guerre, les dix sous-marins type XIV ont été coulés. Pour un effectif estimé de 530 à 576 hommes ayant servi sur une « vache laitière », 289 ont été tués.

## Sous-marins construits
| Bateaux       | Nbr | Chantier naval                  | Construction |
| ------------- | --- | ------------------------------- | ------------ |
| U-459 à U-464 | 6   | Deutsche Werke AG, Kiel         | 1939 - 1941  |
| U-487 à U-490 | 4   | F. Krupp Germaniawerft AG, Kiel | 1939 - 1941  |

10 sous-marins de ce type ont été construits :
- U-459, construit le 15 novembre 1941, sabordé le 24 juillet 1943[2]
- U-460, construit le 24 décembre 1941, coulé le 4 octobre 1943[2]
- U-461, construit le 30 janvier 1942, coulé le 30 juillet 1943[2]
- U-462, construit le 5 mars 1942, coulé le 30 juillet 1943[2]
- U-463, construit le 2 avril 1942, coulé le 15 mai 1943[2]
- U-464, construit le 30 avril 1942, sabordé le 20 août 1942[2]
- U-487, construit le 21 décembre 1942, coulé le 13 juillet 1943[2]
- U-488, construit le 1er février 1943, coulé le 26 avril 1944[2]
- U-489, construit le 8 mars 1943, coulé le 4 août 1943[2]
- U-490, construit le 27 mars 1943, coulé le 12 juin 1944[3]

14 autres Type XIV ont été planifiés, mais ont été annulés. Trois de ces derniers (U-491, U-492, U-493) ont été construits à 75 % quand le travail a été arrêté et ils ont été détruits en juillet et août 1943. Les 11 autres (U-494 à U-500 (7 sous-marins) et U-2201 à U-2204 (4 sous-marins) n'ont pas été lancés en construction quand ils ont été annulés le 27 mai 1944. Le même jour, Karl Dönitz a interrompu la construction des sous-marins de Type XX, ces grands sous-marins de transport n'auraient pas été prêts avant la mi-1945.